# Хавраватн
Ха́враватн (Хабраватн; исл. Hafravatn) — озеро на территории общины Мосфедльсбайр в регионе Хёвюдборгарсвайдид на юго-западе Исландии. Расположено примерно в 14 км от Рейкьявика на высоте 68 м над уровнем моря. Площадь поверхности озера составляет 1,02 км², а наибольшая глубина — 28 м.
Озеро находится юго-восточнее горы Ульварсфетль. В Хавраватн впадает река Сельядальсау, а вытекает из озера река Ульфарсау. К юго-востоку от озера Хавраватн расположено меньшее по размерам озеро Лангаватн.
В водах озера водятся форель, голец, лосось.